# بیگ‌بلاغی
بیگ‌بلاغی یکی از روستاهای استان آذربایجان شرقی است که در دهستان سلوک بخش مرکزی شهرستان هشترود واقع شده‌است.
این روستا یکی از زیباترین روستاهای منطقه میباشد.این روستا دارای باغات سیب، هلو،گلابی،گیلاس و محصولات زیاد دیگری است. دارای آب و هوای بی نظیر در اواخر فصل بهار و اوایل فصل تابستان میباشد.